# Crucifix de San Paolo all'Orto
Le Crucifix de San Paolo all'Orto est un  grand crucifix peint  en  tempera et or sur bois, réalisé vers 1100-1130 dont on ne connaît pas l'auteur ; la grande croix peinte est exposée et conservée au Musée national San Matteo à Pise.

## Histoire
Le crucifix provient de l'église San Paolo all'Orto et figure maintenant dans la salle des grands crucifix du musée et en est la pièce la plus ancienne.

## Description
Le Crucifix de San Paolo all'Orto  respecte les conventions du Christus triumphans, Christ mort mais triomphant sur la croix, issue de l'iconographie religieuse gothique médiévale  occidentale (qui sera à son tour remplacé, par le Christus patiens, résigné à la mode byzantine de Giunta Pisano et ensuite, à la pré-Renaissance, par le  Christus dolens des primitifs italiens). 
Attributs du Christus triumphans montrant la posture d'un Christ vivant détaché des souffrances de la Croix :
- Tête relevée (quelquefois tournée vers le ciel), auréolée,
- yeux ouverts,
- corps droit,
- du sang peut s'écouler des plaies.

Le crucifix comporte encore ses scènes annexes des extrémités de la croix (tabelloni).
Le corps du Christ, droit,  ne subit pas encore les déhanchements caractéristiques des œuvres postérieures du Christus patiens et plus tard du Christus dolens.